# Dysgonia japonibia
Dysgonia japonibia är en fjärilsart som beskrevs av Felix Bryk 1948. Dysgonia japonibia ingår i släktet Dysgonia och familjen nattflyn. Inga underarter finns listade i Catalogue of Life.